# 弗里德里希·奧古斯特·特奧多爾·溫尼克
弗里德里希·奧古斯特·特奧多爾·溫尼克（Friedrich August Theodor Winnecke，1835年2月5日—1897年12月3日））是一位德國天文學家。

## 生平
溫尼克於1858年至1865年在聖彼得堡附近的普爾科沃天文台工作，1872年至1881年返回德國並在史特拉斯堡擔任天文學教授。
他發現或共同發現了大量彗星，包括週期性彗星龐士-溫尼克彗星和克羅瑪林彗星。克羅瑪林彗星曾經被稱為“Pons-Coggia-Winnecke-Forbes”，後來因安德魯·克羅瑪林（Andrew Crommelin）計算出其軌道而更名。
溫尼克在1869年編制了一份雙星列表，即溫尼克雙星目錄。
小行星207於1879年由約翰·帕利扎 (Johann Palisa) 發現，以溫尼克的妻子海德薇 (Hedwig) 的名字命名。

## 外部連結
- Friedrich August Theodor Winnecke的作品  - 古騰堡計劃
- 互联网档案馆中弗里德里希·奧古斯特·特奧多爾·溫尼克的作品或与之相关的作品
- F. Winnecke @ Astrophysics Data System